# IJzer-56
IJzer-56 of 56Fe is een stabiele isotoop van ijzer, een overgangsmetaal. Het is een van de vier stabiele isotopen van het element, naast ijzer-54, ijzer-57 en ijzer-58. De abundantie op Aarde bedraagt 91,754% en is daarmee de meest voorkomende isotoop van ijzer.
IJzer-56 ontstaat onder meer bij het radioactief verval van mangaan-56 en kobalt-56.

## Stabiliteit
IJzer-56 is een van de stabielste bekende isotopen. Hoewel vaak het misverstand opduikt dat het de hoogste kernbindingsenergie zou bezitten, is het wel zo dat de vorming van dit nuclide in de kern van een ster leidt tot de uiteindelijke dood ervan (wegens de hoge stabiliteit van de atoomkern). De ster explodeert dan in een supernova. IJzer-56 bezit de laagste massa per nucleon: 930,412 MeV/c².
Het nuclide met de hoogste kernbindingsenergie (8,79 MeV) is nikkel-62.
45Fe · 46Fe · 47Fe · 48Fe · 49Fe · 50Fe · 51Fe · 52Fe · 52mFe · 53Fe · 53mFe · 54Fe · 54mFe · 55Fe · 56Fe · 57Fe · 58Fe · 59Fe · 60Fe · 61Fe · 61mFe · 62Fe · 63Fe · 64Fe · 65Fe · 65mFe · 66Fe · 67Fe · 67mFe · 68Fe · 69Fe · 70Fe · 71Fe · 72Fe · 73Fe · 74Fe · 75Fe